# Mericileri
Mericileri (în bulgară Меричлери) este un oraș în comuna Dimitrovgrad, regiunea Haskovo,  Bulgaria. 

## Demografie
Componența etnică a orașului Mericileri
     Bulgari (75,01%)
     Romi (20,59%)
     Nicio identificare (3,67%)
     Altele (0,71%)
La recensământul din 2011, populația orașului Mericileri era de 1.685 locuitori. Din punct de vedere etnic, majoritatea locuitorilor (75,01%) erau bulgari, cu o minoritate de romi (20,59%). Pentru 3,67% din locuitori nu este cunoscută apartenența etnică.